# Carex micropoda
Carex micropoda är en halvgräsart som beskrevs av Carl Anton von Meyer. Carex micropoda ingår i släktet starrar, och familjen halvgräs. Inga underarter finns listade i Catalogue of Life.